# 3975-ös busz
A 3975-ös jelzésű autóbuszvonal egy Tiszaújváros belterületén közlekedő helyi járat, amelyet a Volánbusz Zrt. üzemeltet munkanapokon.

## Útvonala
Tiszaújváros MOL autóbusz-váróteremtől indul. Az egykori Tiszai Vegyi Kombinát mellett kialakított várótermet elhagyva az autóbusz-állomást tűzi ki céljául, de az összes többi vonaltól eltérő úton. A művelődési ház után a Bethlen Gábor utcát érinti, majd az Örösi utcát, azt követően a Lévay és Árpád utcákat, az autóbusz-állomáson végállomásozik.
Ellentétes irányban más a sorrend. Az állomásról elsőnek az Örösi, Lévay és Árpád, majd a Kazinczy utca jön, utána a művelődési ház, legvégül a petrolkémia.

## Közlekedése
A menetrendi füzetben Tiszaújváros – Kesznyéten vonalként szerepel, viszont a munkanapi két pár járat kizárólag a járásközpont belterületén közlekedik, néhol olyan helyeken, melyeket helyi járatok sem érintenek.
| Útvonala                                             | Indításszáma | Közlekedése  |
| ---------------------------------------------------- | ------------ | ------------ |
| Tiszaújváros, MOL aut. vt. – Tiszaújváros, aut. áll. | 2 pár        | munkanapokon |

## Megállóhelyei
| 0 | Tiszaújváros, MOL autóbusz-váróterem végállomás | 0.0 km | 0  | 1450 3731, 3733, 3737, 3745, 3952, 3960, 3963, 3964, 3965, 3966, 3968, 3970, 3971, 4008, 4240, 4484                                                                               |
| 1 | Tiszaújváros, bejárati út                       | 1.3 km | 2  | 2 1369, 1370, 1372, 1410, 1426, 1427, 1428, 1450 3731, 3733, 3737, 3739, 3744, 3745, 3952, 3960, 3963, 3964, 3965, 3966, 3968, 3970, 3971, 4008, 4240, 4241, 4484                 |
| 2 | Tiszaújváros, művelődési ház                    | 1.7 km | 4  | 2, 3 3731, 3733, 3737, 3739, 3744, 3745, 3952, 3960, 3963, 3965, 3966, 3968, 3970, 3971, 4008, 4240, 4241, 4484                                                                   |
| 3 | Tiszaújváros, Bethlen Gábor út                  | 2.8 km | 5  | 1, 1A |
| 4 | Tiszaújváros, Örösi utca                        | 3.5 km | 6  | – |
| 5 | Tiszaújváros, Lévay utca                        | 4.4 km | 8  | – |
| 6 | Tiszaújváros, Árpád utca                        | 5.5 km | 9  | – |
| 7 | Tiszaújváros, autóbusz-állomás végállomás       | 6.5 km | 11 | 1, 1A, 2, 3 1055, 1374, 1426, 1427, 1428 3731, 3733, 3737, 3739, 3744, 3745, 3752, 3952, 3960, 3963, 3965, 3966, 3967, 3968, 3969, 3970, 3971, 3974, 4008, 4009, 4240, 4241, 4484 |

| 0 | Tiszaújváros, autóbusz-állomás végállomás       | 0.0 km | 0  | 1, 1A, 2, 3 1055, 1374, 1426, 1427, 1428 3731, 3733, 3737, 3739, 3744, 3745, 3752, 3952, 3960, 3963, 3965, 3966, 3967, 3968, 3969, 3970, 3971, 3974, 4008, 4009, 4240, 4241, 4484 |
| 1 | Tiszaújváros, Örösi utca                        | 1.0 km | 2  | – |
| 2 | Tiszaújváros, Lévay utca                        | 1.7 km | 3  | – |
| 3 | Tiszaújváros, Árpád utca                        | 2.6 km | 4  | – |
| 4 | Tiszaújváros, Kazinczy utca                     | 3.5 km | 5  | 1, 1A |
| 5 | Tiszaújváros, művelődési ház                    | 4.8 km | 7  | 2, 3 3731, 3733, 3737, 3739, 3744, 3745, 3952, 3960, 3963, 3965, 3966, 3968, 3970, 3971, 4008, 4240, 4241, 4484                                                                   |
| 6 | Tiszaújváros, bejárati út                       | 5.2 km | 9  | 2 1369, 1370, 1372, 1410, 1426, 1427, 1428, 1450 3731, 3733, 3737, 3739, 3744, 3745, 3952, 3960, 3963, 3964, 3965, 3966, 3968, 3970, 3971, 4008, 4240, 4241, 4484                 |
| 7 | Tiszaújváros, MOL autóbusz-váróterem végállomás | 6.4 km | 11 | 1450 3731, 3733, 3737, 3745, 3952, 3960, 3963, 3964, 3965, 3966, 3968, 3970, 3971, 4008, 4240, 4484                                                                               |